# Párizs 9. kerülete
Párizs 9. kerülete (IXe arrondissement) Franciaország fővárosának 20 kerületének egyike. A beszélt francia nyelven ezt neuvième-nek (kilencedik) vagy Opéra-nak nevezik.
A kerület a Szajna jobb partján fekszik. Számos kulturális, történelmi és építészeti érdekesség található itt, köztük a Palais Garnier, amely a Párizsi Operának ad otthont, a Boulevard Haussmann, valamint a nagy áruházak, a Galeries Lafayette és a Printemps. A kerület számos színházzal rendelkezik, köztük a Folies Bergères, a Théatre Mogador és a Théatre de Paris. 2. és 8. kerületekkel együtt itt található Párizs egyik üzleti központja, az Opéra körül.

## Közlekedés

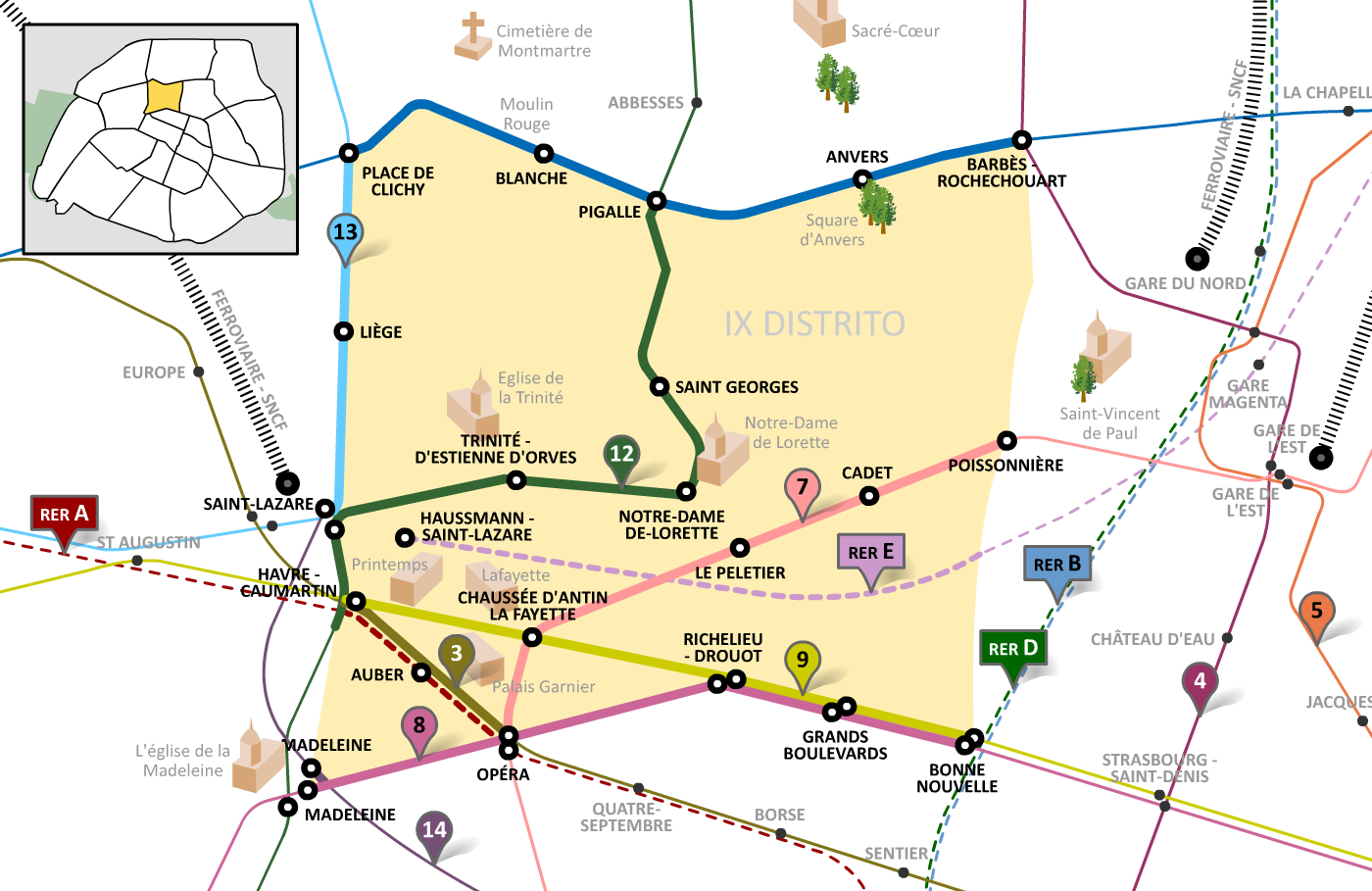
A 9. kerület metró- és RER vonalai

## Népesség
| Lakosok száma | 61 046 | 60 235 | 59 555 | 59 835 | 60 026 | 60 168 | 58 951 | 58 419 |
|               | 2009   | 2016   | 2017   | 2018   | 2019   | 2020   | 2021   | 2022   |